# Nipehovden
Der Nipehovden (norwegisch; japanisch 手首山 Tekubi Yama, deutsch ‚Handgelenkberg‘; russisch Гора Александра Невского Gora Aleksandra Newskowo, deutsch ‚Alexander-Newski-Berg‘) ist ein 2361 m hoher Berg im Gebirge Sør Rondane des ostantarktischen Königin-Maud-Lands. Er ragt im Südosten der Brattnipane auf, deren höchster Gipfel er ist.
Japanische Wissenschaftler erstellten zwischen 1981 und 1982 sowie 1986 Luftaufnahmen, nahmen zwischen 1984 und 1991 Vermessungen und eine deskriptive Benennung vor. In der Anordnung der Brattnipane erinnerte sie der Berg an das Gelenk der linken Hand. Die Benennung durch Wissenschaftler des Norwegischen Polarinstituts erfolgte bereits 1973. Russische Wissenschaftler wiederum benannten ihn nach dem russischen Fürsen Alexander Newski (≈1220–1263).